# Convocazioni per la Coppa del mondo per club FIFA 2020
Elenco dei giocatori convocati da ciascun club partecipante alla Coppa del mondo per club FIFA 2020.

## Club

### Al-Ahly
Allenatore:  Pitso Mosimane
| N. |                    | Ruolo | Calciatore                    |
| -- | ------------------ | ----- | ----------------------------- |
| 1  | Egitto (bandiera)  | P     | Mohamed El-Shenawy (capitano) |
| 3  | Egitto (bandiera)  | D     | Ahmed Ramadan                 |
| 6  | Egitto (bandiera)  | D     | Yasser Ibrahim                |
| 7  | Egitto (bandiera)  | A     | Kahraba                       |
| 8  | Egitto (bandiera)  | C     | Hamdy Fathy                   |
| 9  | Egitto (bandiera)  | A     | Marwan Mohsen                 |
| 10 | Egitto (bandiera)  | A     | Mohamed Sherif                |
| 12 | Egitto (bandiera)  | D     | Ayman Ashraf                  |
| 13 | Marocco (bandiera) | D     | Badr Benoun                   |
| 14 | Egitto (bandiera)  | C     | Hussein El Shahat             |
| 15 | Mali (bandiera)    | C     | Aliou Dieng                   |
| 16 | Egitto (bandiera)  | P     | Ali Lotfi                     |

| N. |                         | Ruolo | Calciatore      |
| -- | ----------------------- | ----- | --------------- |
| 17 | Egitto (bandiera)       | C     | Amr El Solia    |
| 18 | Egitto (bandiera)       | A     | Salah Mohsen    |
| 19 | Egitto (bandiera)       | C     | Mohamed Magdy   |
| 20 | Egitto (bandiera)       | D     | Saad Samir      |
| 21 | Tunisia (bandiera)      | D     | Ali Maâloul     |
| 25 | Egitto (bandiera)       | C     | Akram Tawfik    |
| 26 | RD del Congo (bandiera) | A     | Walter Bwalya   |
| 27 | Egitto (bandiera)       | A     | Taher Mohamed   |
| 28 | Nigeria (bandiera)      | A     | Junior Ajayi    |
| 30 | Egitto (bandiera)       | D     | Mohamed Hany    |
| 31 | Egitto (bandiera)       | P     | Mostafa Shobeir |

### Al-Duhail
Allenatore:  Sabri Lamouchi
| N. |                    | Ruolo | Calciatore             |
| -- | ------------------ | ----- | ---------------------- |
| 1  | Qatar (bandiera)   | P     | Mohammed Al-Bakri      |
| 2  | Qatar (bandiera)   | D     | Mohammed Musa          |
| 3  | Qatar (bandiera)   | D     | Ali Malolah            |
| 4  | Marocco (bandiera) | D     | Medhi Benatia          |
| 5  | Qatar (bandiera)   | D     | Bassam Al-Rawi         |
| 6  | Qatar (bandiera)   | D     | Ahmed Yasser           |
| 7  | Qatar (bandiera)   | C     | Ismaeel Mohammad       |
| 8  | Qatar (bandiera)   | C     | Luiz Júnior (capitano) |
| 10 | Belgio (bandiera)  | C     | Edmílson Junior        |
| 12 | Qatar (bandiera)   | C     | Karim Boudiaf          |
| 13 | Qatar (bandiera)   | A     | Mubarak Shanan Hamza   |
| 14 | Qatar (bandiera)   | C     | Abdullah Al-Ahrak      |

| N. |                    | Ruolo | Calciatore       |
| -- | ------------------ | ----- | ---------------- |
| 16 | Qatar (bandiera)   | P     | Khalifa Ababacar |
| 18 | Qatar (bandiera)   | D     | Sultan Al-Brake  |
| 19 | Qatar (bandiera)   | A     | Almoez Ali       |
| 20 | Qatar (bandiera)   | C     | Ali Afif         |
| 21 | Qatar (bandiera)   | P     | Salah Zakaria    |
| 22 | Qatar (bandiera)   | C     | Khaled Mohammed  |
| 23 | Qatar (bandiera)   | C     | Assim Madibo     |
| 24 | Iran (bandiera)    | C     | Ali Karimi       |
| 26 | Kenya (bandiera)   | A     | Michael Olunga   |
| 29 | Qatar (bandiera)   | A     | Mohammed Muntari |
| 77 | Brasile (bandiera) | C     | Dudu             |

### Bayern Monaco
Il 5 febbraio 2021 il positivo al SARS-CoV-2 Javi Martínez è stato sostituito da Tiago Dantas, mentre l'infortunato Alexander Nübel è stato sostituito da Lukas Schneller.
Allenatore:  Hans-Dieter Flick
| N. |                     | Ruolo | Calciatore               |
| -- | ------------------- | ----- | ------------------------ |
| 1  | Germania (bandiera) | P     | Manuel Neuer (capitano)  |
| 4  | Germania (bandiera) | D     | Niklas Süle              |
| 5  | Francia (bandiera)  | D     | Benjamin Pavard          |
| 6  | Germania (bandiera) | C     | Joshua Kimmich           |
| 7  | Germania (bandiera) | A     | Serge Gnabry             |
| 9  | Polonia (bandiera)  | A     | Robert Lewandowski       |
| 10 | Germania (bandiera) | A     | Leroy Sané               |
| 11 | Brasile (bandiera)  | A     | Douglas Costa            |
| 13 | Camerun (bandiera)  | A     | Eric Maxim Choupo-Moting |
| 17 | Germania (bandiera) | D     | Jérôme Boateng           |
| 18 | Germania (bandiera) | C     | Leon Goretzka            |
| 19 | Canada (bandiera)   | A     | Alphonso Davies          |

| N. |                       | Ruolo | Calciatore           |
| -- | --------------------- | ----- | -------------------- |
| 20 | Francia (bandiera)    | D     | Bouna Sarr           |
| 21 | Francia (bandiera)    | D     | Lucas Hernández      |
| 22 | Spagna (bandiera)     | C     | Marc Roca            |
| 24 | Francia (bandiera)    | C     | Corentin Tolisso     |
| 25 | Germania (bandiera)   | A     | Thomas Müller        |
| 27 | Austria (bandiera)    | D     | David Alaba          |
| 28 | Portogallo (bandiera) | C     | Tiago Dantas         |
| 29 | Francia (bandiera)    | C     | Kingsley Coman       |
| 34 | Germania (bandiera)   | P     | Lukas Schneller      |
| 39 | Germania (bandiera)   | P     | Ron-Thorben Hoffmann |
| 42 | Germania (bandiera)   | C     | Jamal Musiala        |

### Palmeiras
Il 5 febbraio 2021 l'infortunato Gabriel Veron è stato sostituito da Lucas Esteves.
Allenatore:  Abel Ferreira
| N. |                    | Ruolo | Calciatore        |
| -- | ------------------ | ----- | ----------------- |
| 1  | Brasile (bandiera) | P     | Weverton          |
| 2  | Brasile (bandiera) | D     | Marcos Rocha      |
| 3  | Brasile (bandiera) | D     | Emerson Santos    |
| 4  | Cile (bandiera)    | D     | Benjamín Kuscevic |
| 5  | Brasile (bandiera) | C     | Patrick de Paula  |
| 6  | Brasile (bandiera) | D     | Alan Empereur     |
| 8  | Brasile (bandiera) | C     | Zé Rafael         |
| 10 | Brasile (bandiera) | A     | Luiz Adriano      |
| 11 | Brasile (bandiera) | A     | Rony              |
| 12 | Brasile (bandiera) | D     | Mayke             |
| 13 | Brasile (bandiera) | D     | Luan              |
| 14 | Brasile (bandiera) | C     | Gustavo Scarpa    |

| N. |                     | Ruolo | Calciatore             |
| -- | ------------------- | ----- | ---------------------- |
| 15 | Paraguay (bandiera) | D     | Gustavo Gómez          |
| 16 | Brasile (bandiera)  | D     | Lucas Esteves          |
| 17 | Uruguay (bandiera)  | D     | Matías Viña            |
| 20 | Brasile (bandiera)  | C     | Lucas Lima             |
| 22 | Brasile (bandiera)  | P     | Jailson                |
| 23 | Brasile (bandiera)  | C     | Raphael Veiga          |
| 24 | Brasile (bandiera)  | P     | Vinícius Silvestre     |
| 25 | Brasile (bandiera)  | C     | Gabriel Menino         |
| 28 | Brasile (bandiera)  | C     | Danilo                 |
| 29 | Brasile (bandiera)  | A     | Willian                |
| 30 | Brasile (bandiera)  | D     | Felipe Melo (capitano) |

### Tigres UANL
Allenatore:  Ricardo Ferretti
| N. |                      | Ruolo | Calciatore               |
| -- | -------------------- | ----- | ------------------------ |
| 1  | Argentina (bandiera) | P     | Nahuel Guzmán            |
| 3  | Messico (bandiera)   | D     | Carlos Salcedo           |
| 4  | Messico (bandiera)   | D     | Hugo Ayala               |
| 5  | Brasile (bandiera)   | C     | Rafael Carioca           |
| 8  | Ecuador (bandiera)   | C     | Jordan Sierra            |
| 10 | Francia (bandiera)   | A     | André-Pierre Gignac      |
| 13 | Messico (bandiera)   | D     | Diego Reyes              |
| 14 | Messico (bandiera)   | D     | Juan Sánchez             |
| 17 | Uruguay (bandiera)   | C     | Leonardo Fernández       |
| 18 | Messico (bandiera)   | D     | Aldo Cruz                |
| 19 | Argentina (bandiera) | C     | Guido Pizarro (capitano) |
| 20 | Messico (bandiera)   | C     | Javier Aquino            |

| N. |                     | Ruolo | Calciatore         |
| -- | ------------------- | ----- | ------------------ |
| 21 | Colombia (bandiera) | D     | Francisco Meza     |
| 22 | Messico (bandiera)  | C     | Raymundo Fulgencio |
| 23 | Colombia (bandiera) | C     | Luis Quiñones      |
| 28 | Messico (bandiera)  | D     | Luis Rodríguez     |
| 29 | Messico (bandiera)  | C     | Jesús Dueñas       |
| 32 | Paraguay (bandiera) | A     | Carlos González    |
| 33 | Colombia (bandiera) | A     | Julián Quiñones    |
| 35 | Messico (bandiera)  | P     | Juan Pablo Chávez  |
| 43 | Messico (bandiera)  | D     | Érick Ávalos       |
| 50 | Messico (bandiera)  | P     | Arturo Delgado     |
| 52 | Messico (bandiera)  | A     | Patrick Ogama      |

### Ulsan HD
Allenatore:  Hong Myung-bo
| N. |                          | Ruolo | Calciatore     |
| -- | ------------------------ | ----- | -------------- |
| 1  | Corea del Sud (bandiera) | P     | Jo Su-huk      |
| 2  | Corea del Sud (bandiera) | D     | Bae Jae-woo    |
| 3  | Australia (bandiera)     | D     | Jason Davidson |
| 4  | Paesi Bassi (bandiera)   | D     | Davy Bulthuis  |
| 5  | Corea del Sud (bandiera) | D     | Kim Tae-hyeon  |
| 6  | Corea del Sud (bandiera) | C     | Shin Hyung-min |
| 7  | Corea del Sud (bandiera) | C     | Kim In-sung    |
| 9  | Corea del Sud (bandiera) | A     | Kim Ji-hyeon   |
| 10 | Corea del Sud (bandiera) | C     | Yoon Bit-garam |
| 11 | Corea del Sud (bandiera) | A     | Lee Dong-jun   |
| 13 | Corea del Sud (bandiera) | C     | Kim Min-jun    |
| 16 | Corea del Sud (bandiera) | C     | Won Du-jae     |

| N. |                          | Ruolo | Calciatore             |
| -- | ------------------------ | ----- | ---------------------- |
| 17 | Corea del Sud (bandiera) | C     | Kim Sung-joon          |
| 20 | Corea del Sud (bandiera) | C     | Kang Dong-hyeok        |
| 21 | Corea del Sud (bandiera) | P     | Jo Hyeon-woo           |
| 23 | Corea del Sud (bandiera) | D     | Kim Tae-hwan           |
| 24 | Corea del Sud (bandiera) | C     | Kang Yun-gu            |
| 25 | Corea del Sud (bandiera) | P     | Seo Ju-hwan            |
| 28 | Corea del Sud (bandiera) | C     | Lee Ho                 |
| 29 | Corea del Sud (bandiera) | A     | Lee Hyeong-kyeong      |
| 44 | Corea del Sud (bandiera) | D     | Kim Kee-hee (capitano) |
| 66 | Corea del Sud (bandiera) | D     | Seol Young-woo         |
| 91 | Austria (bandiera)       | A     | Lukas Hinterseer       |